# جميلة العبيدي
جميلة محمد سلطان العبيدي (الموصل 1965) سياسية عراقية ونائب في البرلمان العراقي وعضو سابق في مجلس محافظة نينوى لدورتين
حاصلة على بكلوريوس في القانون من كلية الحدباء الجامعة المسائية، كانت قد عملت كمعلمة تربوية مجاناً ولمدة عشرة سنوات إلى جانب زوجها الوحيد في المدرسة عندما ترك أكثر المعلمين العمل بسبب الحصار في التسعينات، وتم تعيينها كمعلمة عام 1999 في تربية محافظة نينوى ثم مديرة مدرسة النداء في سنجار لمدة عامين
عملت كناشطة مدنية للتوعية بحقوق المرأة في المجتمع، وأثارت موجة من الجدل بسبب تبنيها دعم تعدد الزوجات للتقليل من عدد الأرامل والمطلقات في العراق.

## الملاحقة من قبل النظام السابق ومن الأرهاب
حرمت جميلة العبيدي من إكمال الدراسة الجامعية بعد إكمال الدراسة الابتدائية والثانوية في الموصل بسبب ملاحقة النظام السابق للعائلة كونها كانت معارضة، حيث تمت مصادرة أموال العائلة المنقولة وغير المنقولة، وقد أُعدِم والدها (محمد سلطان سوادي العبيدي) عام 1974 بعد دس السم له مع جرع الحقن في مستشفى مديرية الأمن العامة بعد اعتقاله في نفس العام، كما حكم اعمامها (د.حامد سلطان سوادي العبيدي واحمد سلطان سوادي العبيدي) غيابياً بسبب معارضتهم للنظام.
كما حكم على اخيها (يونس محمد سلطان العبيدي) بالإعدام ثم خفف إلى المؤبد، وأطلق سراحه عام 2002 ضمن مذكرة الأمم المتحدة، ليلقى حتفه عام 2008 على يد عناصر إرهابية، ثم أخيها الثاني (يوسف) الذي أُعدم على يد تنظيم داعش بعد احتلال الموصل عام 2014.

## العمل السياسي
رشحت جميلة العبيدي إلى مجلس محافظة نينوى عام 2009 وحصلت على عضوية المجلس، وتم إعادة ترشيحها لدورة ثانية في المجلس، ورشحت لعضوية مجلس النواب العراقي في دورته الثالثة وحصلت على مقعد فيه كنائب عن محافظة نينوى، وما تزال تشغل هذا المنصب حتى الآن

## النشاط المدني والاجتماعي
عُرفت بنشاطات اجتماعية أبرزها التي دعت إلى نشر الوعي والتقارب الوطني، والدفاع عن حقوق المرأة ومنحها الدور الحقيقي في صنع القرار ودعت المرأة كذلك لأداء واجبها
كما شاركت في دورات اقتصادية واستثمارية ودراسة للميزانية العامة للدولة العراقية

### الدعوة إلى تعدد الزوجات
مشروع قانون تعدد الزوجات الذي تقدمت به البرلمانية العراقية جميلة العبيدي والذي يهدف إلى حماية الأرامل والسيدات المطلقات والعوانس، أثار حالة من الجدل في الشارع العراقي. وتقول العبيدي إن “الحكومة تستطيع تقديم حوافز مادية مثل البدلات الضريبية، لتشجيع الرجال على الزواج من أكثر من واحدة”. وترى العبيدي بأن “ارتفاع نسبة الطلاق مشكلة اجتماعية تضع المرأة في مواقف مادية صعبة”، كما وتُشير إلى أنه “بينما تقدم الشكر للرجال الذين يحتفلون طوعا بعيد المرأة، تذكر بأن زيادة نسبة المطلقات والعوانس، اللواتي تجاوز عددهن الأربعة ملايين في العراق، يرجع إلى أنانية النساء”، ودعت النائبة عن محافظة نينوى في الوقت ذاته زميلاتها بالمجلس النيابي إلى “تبني موقفها”. وتضيف العبيدي “لا بد أن نتخلى عن فكرة المرأة الواحدة التي تأتي على حساب أخواتنا”، كما وتنوِّه إلى أن “تعدد الزوجات بالنسبة للرجال في العراق، أمر أجازه قانون الأحوال الشخصية لسنة 1959، طالما أن هناك تصريحا قضائيا وزوجاً قادراً مادياً وأسباباً شرعية للزواج من امرأة ثانية، مثل أن تكون الزوجة الأولى غير قادرة على الإنجاب”. وكانت العبيدي أبدت رغبتها بجمع توقيعات من البرلمانيات للمضي قدما في تشريع القانون، الذي لقي انتقادا شديدا من زميلاتها البرلمانيات ولجنة شؤون الطفولة”.